# 理想の上司
『理想の上司』（りそうのじょうし）はTBS系列で1997年4月13日から6月29日に東芝日曜劇場枠で放送されたテレビドラマ。
最終回視聴率は19.6%。
BS-TBSの奥さま劇場で2018年6月7日から6月22日まで再放送された。

## キャスト
- 坂本時雄：長塚京三　
旅行代理店社員。ツアー事故の処理の責任を取り（実は是枝を庇い、自ら罪を被っていた）バンコクへ赴任していたが、帰国。リストラ対象となった3人の女子社員の上司となるが、どうにか在職させられないかと躍起になる。彼女達の自立を見届けた直後、再び発生したツアー事故で、軽傷のVIPよりも重傷の是枝の救助を優先したことが懲罰委員会で問題となった際に、沖縄宮古島営業所への転勤を命じられる。だがそれを蹴り、依願退職。妊娠した妻とともに再びバンコクへ。

- 白川万里華：松雪泰子
代理店社員。言動にきつい面が見られ、接客トラブルが多いことからリストラ対象に。買い物依存症でブランド品を買い漁ったり、高級マンションに住んでいると嘘をついてしまうなど見栄っ張りな性格。借金返済の為にラーメン屋でアルバイトをおこなっていたのを就業規則違反として是枝から調査されるが回避。のちに時雄からアドバイスを受け、ブランド品を売却などをして借金の一部を返済した上で態度を改めている。

- 鶴田笑美子：石田ゆり子
代理店社員。優柔不断な面があり、客に押し切られて安請け合い・値引きをしてしまう事からリストラ対象に。基本的には穏やかな性格だが頑固な面もみられる。新潟に住む祖母の出資でマンションに住んでいたが、諸事情から転居。いつか添乗員として認められたいという目標を抱いている。寿退職をさせたい是枝の策略でお見合いをしたこともあるが結局はまとまらなかった。のちに直人と交際を開始。

- 小林菜乃子：木村佳乃　
代理店社員。アメリカの大学に在学中に伯父の縁故で採用されるが、帰国・入社直後に伯父が失脚。英会話は堪能だが非常識な言動がみられる為、「不採用にする筈だった人材を抱えてしまった」としてリストラ対象に。高校生の頃、父が富士山を見る為に帰国したいと言いながら亡くなった事を気に掛けていた。

- 是枝雄介：沢村一樹
代理店社員。ツアー事故直後、時雄の陰謀で土産物屋に左遷させられたと柘植に嘘を吹き込まれた事から、リストラ敢行と時雄の失脚を狙い、暗躍する。しかし最終回で難波から真実を聞き改心。退職した時雄の後任となり、交流を持つ様になる。

- 坂本直人：川端竜太　
時雄の息子で大学生。バンドを結成。ギタリストをしていたが、バンドデビューの際に自分だけが切られたことを機に、金髪を黒く染め戻し、就職活動を開始。両親がバンコクへ滞在中、笑美子と交際を開始。同時期に同胞の妹が生まれている。

- 難波保：石倉三郎
元代理店社員。柘植を忌み嫌っており、人情味のある性格で、時雄の最大の理解者となる。

- 柘植義治：前田吟
代理店社員で、時雄の上司となる。世間体と出世と自身の保身のことしか頭の中になく独裁的な言動が多い。腹黒い上に計算高い自己中心的な性格で、是枝を騙して手先とし、時雄に嫌がらせを展開。女子社員に対してセクハラ行為をしていた事が発覚。懲罰委員会に掛けられ北海道稚内営業所へ転勤となる。

- 坂本いづみ：風吹ジュン
時雄の妻で直人の母。妊娠が発覚し、時雄と同行したバンコクで娘を出産。

## 主題歌
- 「さよなら青春」JEHO・歌、きたやまおさむ作詞、坂庭省悟作曲

## スタッフ
- 脚本：楠本ひろみ、林誠人
- 音楽：岩代太郎
- プロデュース：丹羽多聞アンドリウ
- 演出：鴨下信一、森山享、鈴木早苗

## 受賞歴
- 第13回ザテレビジョンドラマアカデミー賞[1]
  - ベストドレッサー賞（長塚京三）

## 放送日程
| 各話   | 放送日        | サブタイトル     | 脚本              | 演出     | 視聴率 |
| ------ | ------------- | ---------------- | ----------------- | -------- | ------ |
| 1話    | 1997年4月13日 | お荷物OLを切れ   | 楠本ひろみ        | 鴨下信一 | 16.9%  |
| 2話    | 1997年4月20日 | 地獄の温泉旅行   | 楠本ひろみ        | 鴨下信一 | 15.4%  |
| 3話    | 1997年4月27日 | 寿退社を狙え     | 楠本ひろみ        | 森山享   | 11.8%  |
| 4話    | 1997年5月04日 | 適材適所の嘘     | 楠本ひろみ 林誠人 | 森山享   | 13.2%  |
| 5話    | 1997年5月11日 | ミスを呼ぶ女達   | 楠本ひろみ 林誠人 | 鈴木早苗 | 10.4%  |
| 6話    | 1997年5月18日 | さよなら青春     | 楠本ひろみ 林誠人 | 鈴木早苗 | 12.1%  |
| 7話    | 1997年5月25日 | とても危ない状況 | 楠本ひろみ 林誠人 | 森山享   | 13.2%  |
| 8話    | 1997年6月01日 | 最後の家族旅行   | 林誠人            | 森山享   | 15.3%  |
| 9話    | 1997年6月08日 | 妻には内緒ね!?   | 楠本ひろみ 林誠人 | 鈴木早苗 | 16.1%  |
| 10話   | 1997年6月15日 | 妊娠ですか?      | 楠本ひろみ 林誠人 | 鈴木早苗 | 11.3%  |
| 11話   | 1997年6月22日 | 意外な結末       | 林誠人            | 森山享   | 12.5%  |
| 最終話 | 1997年6月29日 | さよなら流れ星   | 楠本ひろみ 林誠人 | 森山享   | 19.6%  |

## パロディ作品
本作の脚本を担当した林誠人とプロデューサー（本作でプロデューサーデビュー）の丹羽多聞アンドリウの二人はBS-i（現・BS-TBS）とのつながりが強く（丹羽は2002年からBS-iへ異動）、BS-iの人気テレビドラマ「ケータイ刑事 銭形零」のセカンドシーズン第四話「おっちょこちょいなミステイク放送事故殺人事件」に、劇中劇として「理想の刑事（デカ）」というパロディが取り上げられ、「長塚時雄」と「松雪万里華」が登場した。
これは、本作の主演、長塚京三の「長塚」と坂本時雄の「時雄」を足して「長塚時雄」として山下真司が演じ、一方、松雪泰子の「松雪」と白川万里華の「万里華」を足して「松雪万里華」として夏帆が演じた。